# أرسنيو مارتينيث كامبوس
أرسنيو مارتينيث كامبوس أنطون (بالإسبانية: Arsenio Martínez-Campos)‏ (شقوبية 14 ديسمبر 1831-ثاراوث، 23 سبتمبر 1900) ضابط وسياسي إسباني، وقد انتفض ضد الجمهورية الإسبانية الأولى في ثورة عسكرية سنة 1874 واستعاد حكم البوربون الإسبانية. وأصبح لاحقا الكابتن العام لكوبا. وباعتباره جنديا وسياسيا، شارك في الحروب في أفريقيا والمكسيك وكوبا والحرب الكارلية الأخيرة.

## السيرة الذاتية
ولد كامبوس في شقوبية يوم 14 ديسمبر 1831. وانضم إلى الجيش سنة 1852. وشارك في حرب أفريقيا (1859-1860) وفي الحملة الأنجلو-الإسبانية-الفرنسية ضد المكسيك في 1862، وكان في كل مرة تحت قيادة خوان بريم.
وبعد ثورة 1868 طلب منه التوجه إلى كوبا حيث حرب العشر سنوات. ثم عاد بعد ثلاث سنوات برتبة عميد تكريما له على مساهمته بالحرب. ثم استلم قيادة لواء للقتال في كاتالونيا ضد الكارليين. وفي ثورة الكانتونات سنة 1873 أمره الرئيس نيكولاس سالميرون أن يخضع كانتونات المنسى وبلنسية واللتان سقطتا دون صعوبة كبيرة.
في 3 يناير 1874 حل مانويل بافيا الكورتيس، وكان كامبوس أحد داعمي الإنقلاب. فبدا أن نهاية الجمهورية الأولى قد اقتربت.

### التمرد العسكري وعودة البوربون

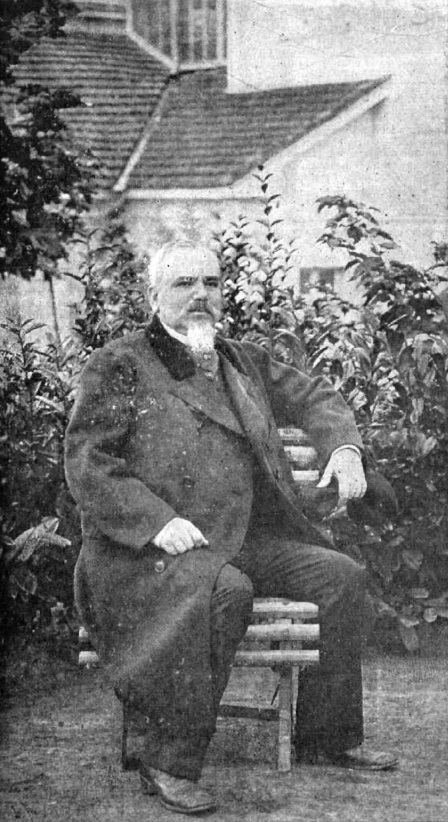
صورة فوتوغرافية لأرسنيو كامبوس صيف 1891.

تسببت حالة الفوضى في اسبانيا ان يتآمر ضد الجمهورية ولصالح ألفونسو الثاني عشر ابن الملكة المنفية إيزابيل الثانية، حيث كان مؤيدا لعودة بوربون إلى العرش إلا أنه وعلى عكس كانوباس ديل كاستيلو فإنه غير مستعد لانتظار لحملة سياسية سلمية لتحويل اسبانيا إلى ملكية. فقاد في 29 ديسمبر 1874 تمردا في ساغونتو لإعادة العرش لصالح ألفونسو الثاني عشر. وبعد ذلك نال منصب قبطان عام كاتالونيا ونافار بعد هزيمة كارليين في عهد الملكية. ثم عين قبطان عام (حاكم) كوبا سنة 1876، وقد سمحت سمعته بأنه محارب نبيل أن يرتب معاهدة سلام ميثاق زانخون [الإنجليزية] مع المتمردين الكوبيين المنهكين من الحرب في 1878. وقد منحت هذه المعاهدة مزيدا من الحكم الذاتي لكوبا والحرية للمتمردين الذين كانوا عبيدا، وبعدها بسنوات ألغيت العبودية بالكامل في الجزيرة.
وبعد عودته إلى إسبانيا ترأس حكومة محافظة سنة 1879 حيث اتهم بأنه دمية لكانوباس إلا أنه أجبر على مغادرة حزب المحافظين لأنه يفضل إلغاء العبودية بالكامل لجميع الأعراق في إسبانيا، فانتقل إلى الليبراليين وزيرا للحرب في حكومة ساغاستا حيث أسس الأكاديمية العسكرية العامة [الإنجليزية] بمنطقة قصر طليطلة.

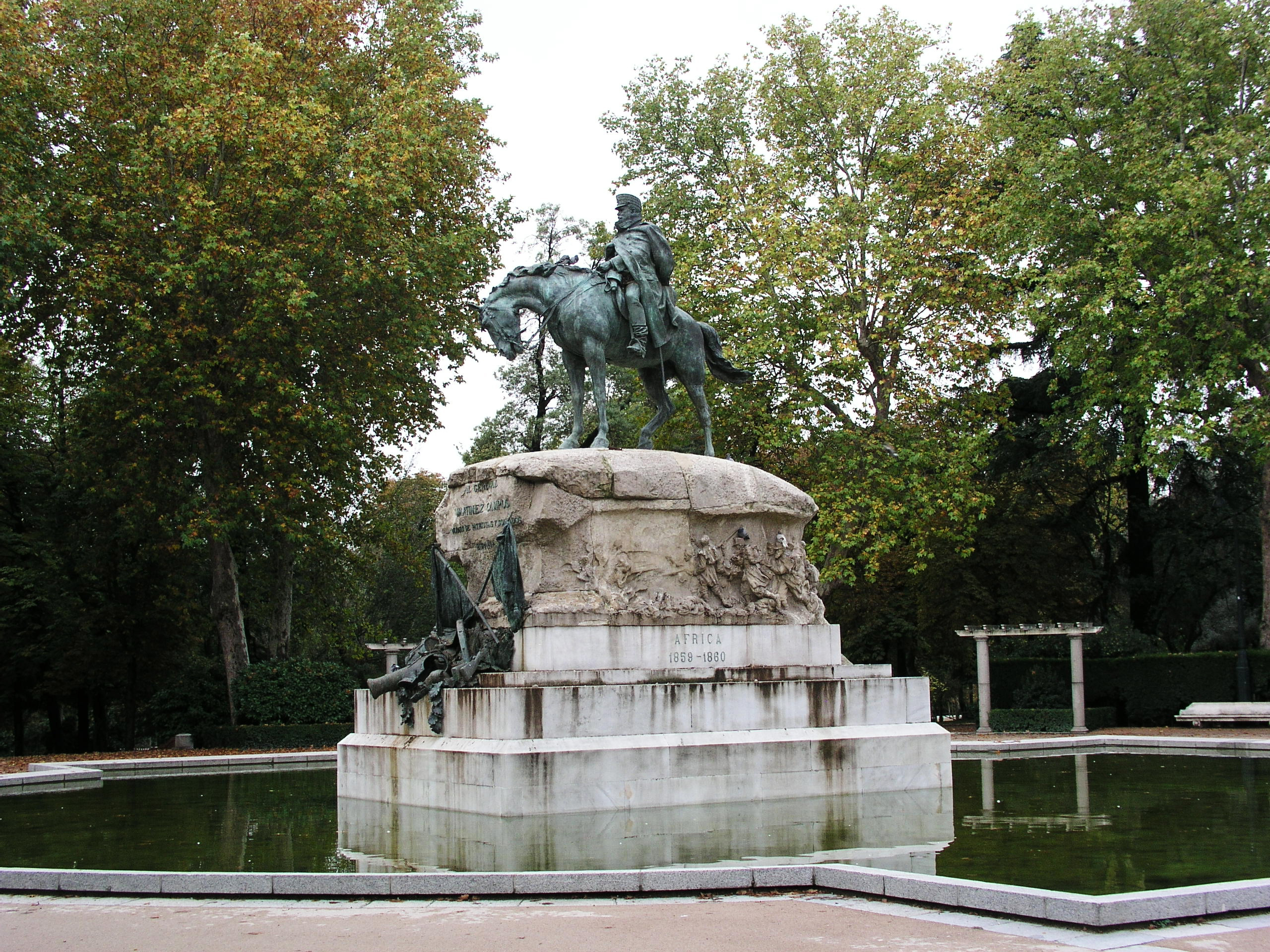
نصب تذكاري لمارتينيث كامبوس في مدريد 1907.

وفي سنة 1893 عندما كان قبطان عام لكاتالونيا تعرض لإطلاق نار من أحد الغوغاء عندما كان يشهد موكبا عسكريا في مهرجان لامرسي [الإنجليزية] وقد كانت اصابته بسيطة.
وفي سنة 1890 اشتدت المعارك بين القوات الاسبانية في مليلية وقبائل الريف في المنطقة. وفي يوم 2 أكتوبر تم قتل مجموعة من الجنود والسجناء الاسبان الذين يعملون في بناء حصن في ضواحى المدينة. فساءت الأحوال في 27 و 28 أكتوبر 1893 عندما تعرض حصن كابريريزاس ألتاس لهجوم، فقتل فيه الحاكم العسكري لمليلية خوان غارسيا مارغايو مع بعض رجاله. فنظمت الحكومة الاسبانية على الفور جيشا قوامه 20 الف رجل بقيادة مارتينيث كامبوس لقيادة المعارك. فانتهت الحرب بمعاهدة السلام (السلام من مليلية) مع سلطان المغرب في 1894. وبعد ذلك بعامين عاد إلى كوبا فواجه تدابير غير صحيحة ضد المتمردين، فرفض أمر التطهير العرقي واستقال من منصبه وعاد إلى إسبانيا فحل محله فاليريانو وايلر فلم تؤد تكتيكات وايلر إلى النصر بل ساهمت بدلا من ذلك في التدخل الأمريكي في الحرب الإسبانية الأمريكية. ثم تم تعيين كامبوس رئيسا للمجلس الأعلى للحرب ومجلس البحرية حتى وفاته سنة 1900 في ثاراوث.